# Nothophantes horridus
Nothophantes horridus är en spindelart som beskrevs av Merrett och Stevens 1995. Nothophantes horridus ingår i släktet Nothophantes och familjen täckvävarspindlar. Inga underarter finns listade i Catalogue of Life.
Denna täckvävarspindel är endast känd från två mindre dagbrott för kalksten vid staden Plymouth i södra England. De första exemplaren av arten hittades i ett annat dagbrott men dagbrottet stängdes och området användes för bostäder. Individerna gömmer sig vanligen i bergssprickor och de kommer ibland fram för att äta andra små leddjur. Vid dessa tillfällen hittas exemplaren under stenar eller under annan bråte eller på dagbrottets klippor.
Nothophantes horridus kännetecknas av långa taggar på extremiteterna samt av borstiga hår på bakkroppen. Under mars och april registrerades honor som hade fortplantningsförmåga. Hanar med samma förmåga upptäcktes endast under mars.
De kvarvarande dagbrotten ska omvandlas till ett industriområde. Utbredningsområdet är mindre än en kvadratkilometer. IUCN listar arten som akut hotad (CR).